# Sergey Shilov (sport paralympique)
Sergey Valentinovich Shilov (en russe Сергей Валентинович Шилов, né le 1er octobre 1970) est un skieur de fond russe, biathlète et six fois champion paralympique.
Shilov a participé à neuf Jeux paralympiques (5 hiver et 4 été), en ski de fond, biathlon et athlétisme. Il a remporté un total de 10 médailles aux Jeux, en ski de fond, dont six en or,.